# Cyphophthalmi
Cyphophthalmi (лат.) — небольшой подотряд сенокосцев, к которому относят менее 200 видов.

## Описание
Подотряд включает наиболее примитивных сенокосцев, известных ещё из каменноугольных отложений. Они малы, 2—3 мм в длину, с продолговато-овальным туловищем и короткими ногами. По облику напоминают клещей. По бокам головогруди у них имеются два выроста с выходами пахучих желез. Глаза редуцированы. Покровы очень твердые. Обитают в тропическом и субтропическом поясе Евразии, Африки и Америки. Некоторые ископаемые формы дышали с помощью лёгких. 

## Классификация
В подотряд включают 6 семейств:
- Семейство Neogoveidae Shear, 1980 (9 родов, 22 видов)
- Семейство Ogoveidae Shear, 1980 (1 род, 3 вида)
- Семейство Pettalidae Shear, 1980 (9 родов, 61 вид)
- Семейство Sironidae Simon, 1879 (8 родов, 56 видов, из которых 1 род и 3 вида вымерло)
- Семейство Stylocellidae Hansen & Sørensen, 1904 (6 родов, 35 видов)
- Семейство Troglosironidae Shear, 1993 (1 род, 13 видов)
- Роды incertae sedis (3 рода, 3 вида)

Систематики не пришли к единому мнению по поводу классификации подотряда на уровне инфраотрядов и надсемейств.

### Ископаемые виды
Первый по времени описания ископаемый вид — Siro platypedibus Dunlop & Gribet, 2003 (Sironidae), который был определён к современному роду Siro. Второй — Palaeosiro burmanicum Poinar, 2008, был открыт в Мьянме и датируется меловым периодом, этот вид тоже относится к семейству Sironidae.